# Mohonk Mountain House
La Mohonk Mountain House, également Lake Mohonk Mountain House, est un complexe hôtelier situé sur la Shawangunk Ridge dans le comté d'Ulster de l'État de New York, aux États-Unis. Il jouit d'une situation privilégiée dans la ville de New Paltz, sur le lac Mohonk (en), juste au-delà de la frontière sud des montagnes Catskill et sur la rive ouest du fleuve Hudson.
Construit entre 1879 et 1910 essentiellement par l'architecte Napoléon Le Brun, le complexe situé sur un terrain de 536 ha aménagé avec des prés et des jardins, compte 259 chambres avec piscine couverte et spa. Il existe également une patinoire extérieure utilisable uniquement en hiver.
L'ensemble est inscrit au Registre national des lieux historiques (NRHP) depuis 1973 et depuis 1986 est un National Historic Landmark. La Mohonk Mountain House est également membre des Historic Hotels of America, un programme de la National Trust for Historic Preservation.
En 1994, les extérieurs du complexe servirent de décors pour le film Aux bons soins du docteur Kellogg d'Alan Parker censé représenter l'ancien sanitarium de Battle Creek dans le Michigan avant l'incendie de 1902. 